# ایوان گودوویچ

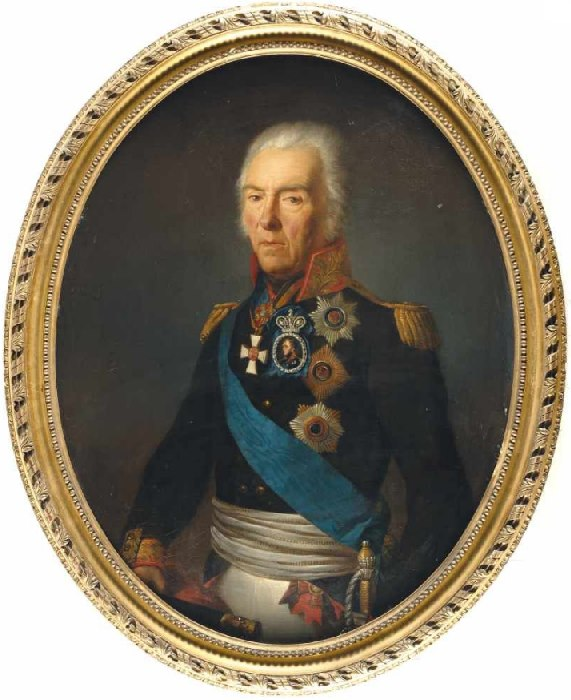

ایوان واسیلیویچ گودوویچ (۱۷۴۱–۱۸۲۰) رهبر نجیب و نظامی روسی تبار اوکراین بود. کارهای وی شامل تصرف خدیجبی (۱۷۸۹) و فتح دریایی داغستان (۱۸۰۷) بود.
پدر ایوان عضو مؤثر در افسران قزاق اوکراین بود. وی پسران خود را برای تحصیل در خارج از کشور، در دانشگاه کنیگسببرگ آلبرتینا و دانشگاه لایپزیگ فرستاد. پس از آمدن به سن پترزبورگ در سال ۱۷۵۹، گودوویچ به ارتش روسیه پیوست و به امید بهره‌مند شدن از تجربه‌های برادر بزرگترش آندری از اردوگاه دستیاران پتر سوم داشت بهره‌مند شد.
پس از انقلاب در سال ۱۷۶۲، برادران گودوویچ دستگیر شدند و مختصراً زندانی شدند. در جنگ روسیه و ترکیه (۱۷۶۸- ۱۷۷۴) بود که ایوان گودوویچ به آوازه رسید و خود را در خوتین، لارگا و کگول بسیار متمایز کرد. ده سال بعد در کارهای نیمه نظامی، نیمه اداری در ریازان، تامبوف و پودولیا گذراند.
گودوویچ به خاطر یک سری از محاصره‌های درخشان که در طول جنگ روس و ترکیه (۱۷۹۲–۱۷۸۷) به دست آورد، شهرت اروپایی کسب کرد. در سال ۱۷۸۹ وی موفق شد قلعه خدیجبی را که توسط دولت امپراتوری به اودسا تغییر نام داد، ببرد. او اقدام به تصرف کیلیا، دژ محکم فرمانده دلتای دانوب کرد. وقتی شاهزاده پوتمکین را به محاصره ایزمائیل آماده کرد، وی را به جای سوورف جایگزین کرد. پس از آن گودوویچ به جبهه قفقاز نقل مکان کرد و در آنجا به مهمترین دژ عثمانی، آناپا حمله کرد و پادگان آن ۱۳۰۰۰سرباز را اسیر کرد.

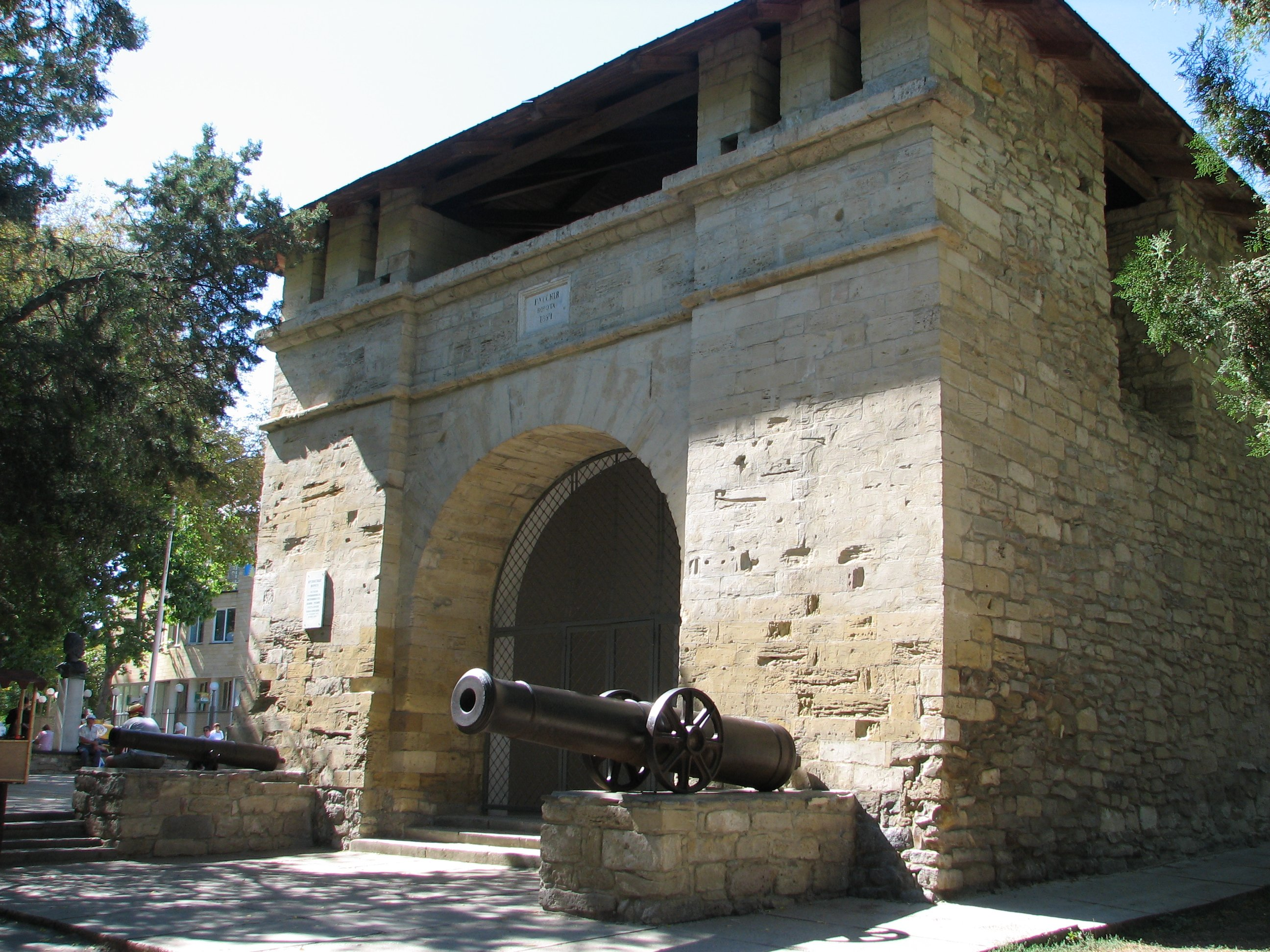
قلعه آناپا، توسط گودوویچ در سال ۱۷۹۱ گرفته شده‌است.

در پی چنین موفقیت شکوهمندی، استعداد گودوویچ برای فرماندهی عالی به سختی قابل تردید نیست. وی آرزو داشت تا به دلیل عدم تصمیم‌گیری قاطع در جریان سیاست سیاسی با حمله آقا محمدخان با گرجستان در سال ۱۷۹۵، حمله پیش‌بینی شده روسیه به ایران را به دست آورد تا دوباره از این راه بازگردد. . گودوویچ با عصبانیت، برنامه‌های بازنشستگی از خدمات فعال را سرگرم کرد. در حالی که او پیر شده بود، ملکه درگذشت و جانشین وی، پاول، با یادآوری بیعت ایوان با پدر، به فکر جایگزینی زوبوف با گودوویچ بود.
در آن زمان، اردوکشی ایران به پایان رسید و گودوویچ آماده رهبری ارتش روسیه برای جنگ با فرانسه انقلابی در راین شد. این پروژه طی چند ماه رها شد و گودوویچ مجبور شد در بازنشستگی لاغر شود تا شروع جنگ جدید با ایران.
گودوویچ به عنوان فرمانده کل قفقاز در سال ۱۸۰۶، ارتش روسیه را در جریان جنگ روسیه و ایران (۱۳–۱۸۰۴) به سمت دریای خزر رهبری کرد و با غلبه بر خانهای دربند، شکی و باکو در راه خود قرار گرفت. پس از آنکه ارتش ۲۴۰۰۰نفری یوسف پاشا در نبرد آرپاچای پیروز شد، گودوویچ به نشان مارشال ارتقا یافت. در سال ۱۸۰۸، سردار بیمار نتوانست اریوان را بگیرد و با سربازان خود به گرجستان عقب‌نشینی کرد.
گودوویچ که از آخرین ناکامی ناامید شده بود، کار خود را گذاشته و از ارتش به مسکو بازنشسته شد که وی برای مدت سه سال حکومت کرد، تا اینکه سن بالا او را وادار به بازنشستگی در املاک عظیم خود در پودولیا کرد، که از پدرش به ارث رسیده بود. قانون، کریل رازوموسکی. گودوویچ در سن ۸۰ سالگی درگذشت و طبق خواسته خودش در کلیسای جامع سنت سوفیا در کیف دفن شد.